# DJK SpVgg Herten
Maillots
Le DJK SpVgg Herten est un club sportif localisé à Herten en Rhénanie-du-Nord-Westphalie. L’équipe première de la section football de ce club joue en Berziksliga.
Ce club est le successeur d’un plus ancien club, le SpV Herten 12 qui joua dans la Gauliga Westphalie (équivalent D1) et 14 saisons au 2e niveau national du football allemand.

## Histoire
Le Sport Vereinigung Herten 12 fut créé en 1912.
En 1929 et 1932, ce club remporta sa ligue de Wespthalie et put ainsi participer à la phase finale du Championnat d’Allemagne de l’Ouest organisé par la Westdeutschen Spielverbandes (Allemagne de l’Ouest signifie ici la partie concernée de la République de Weimar et non la RFA qui exista de 1945 à 1990).
En 1933, le SV Herten 12 fut un des clubs fondateurs de la Gauliga Westphalie, une des seize ligues créées lors de la réorganisation des compétitions, exigées par les Nazis dès leur arrivée au pouvoir. Le club en fut relégué à la fin de la saison 1938-1939, mais y revint pour une saison en 1941-1942.
Après la Seconde Guerre mondiale, le SV Herten 12 joua en Landesliga (équivalent D3).
En 1947, alors que la région voyait débuter l’Oberliga Ouest au rang de D1, le SpV Herten 12 fusionna avec le Concordia Herten pour former le SpVgg Herten 07/12 et revenir en Landesliga. En 1949, le club décrocha sa qualification pour le 2e niveau national dans la Zweites Oberlige Ouest répartie en deux groupes de seize équipes. Le club fut versé dans le Groupe 2.
À la fin de la saison 1954-1955, le SpVgg Herten 07/12 manqua la montée en Oberliga Ouest pour un petit point. Il termina 4e à une longueur du deuxième montant qui était le Sportfreunde Hambron 07.
En 1963, le club termina à une brillante 3e place qui lui permit de se placer en ordre utile pour entrer dans la Regionalliga Ouest la saison suivante. Cette série devenait la D2 alors qu’était créée la Bundesliga.
Lors de la dernière journée de la saison 1963-1964, le club fut battu à la dernière minute sur penalty par le VfB Bottrop. Cette défaite était synonyme de relégation hors de la Regionalliga.
Le club échoua dans sa quête pour remonter au 2e échelon et en 1972, le SpVgg Herten fut relégué en Verbandsliga (D4).
La descente sportive se poursuivit avec une relégation en Landesliga en 1976, puis en 1994 le club glissa en Kreisliga. Connaissant des problèmes financiers, SpVgg Herten reçut le soutien d’un de ses anciens joueurs (durant les années 1960), le coach renommé Rudi Assauer. Pour aider à renflouer les caisses, l’entraîneur organisa un match amical avec son équipe de Schalke 04.
Le 1er juillet 2000, le vieux SpVgg Herten fusionna avec le DJK 07/26 Herten (créé en 1971  par la fusion du DJK Rot-Weiß 1907 Herten et du Teutonia 1926 Herten-Süd) pour former le DJK SpVgg Herten.

## Personnalités liées au club
- Rudi Assauer
- Helmut Bracht

## Littérature
- Hardy Grüne, Christian Karn: Das große Buch der deutschen Fußballvereine, AGON-Sportverlag, Kassel, 2009,  (ISBN 978-3-89784-362-2).

## Sources et liens externes
- Website officiel du DJK SpVgg Herten